# Ле Барбье, Жан-Жак
Жан-Жак Франсуа Ле Барбье (фр. Jean-Jacques François Le Barbier; 29 ноября 1738, Руан — 7 мая 1826[…], Париж) — французский художник.

## Биография
Родился в 1738 году в Руане, Нормандия в недворянской семье среднего достатка, сын Жана Ле Барбье и Катрин Кере. Рано проявив интерес к живописи, Ле Барбье поступил в Школу изящных искусств в родном Руане, основанную Жаном-Батистом Деканом, и, в возрасте около 17-18 лет, завоевал там две первые премии. Получив рекомендации от своего учителя Декана, Барбье в 1758 году, в возрасте около 20 лет отправился в Париж, где был принят в ученики к гравёру Жаку-Филиппу Леба. Не чувствуя склонности к гравюре, Ле Барбье вскоре ушёл от Леба и возобновил свои занятия живописью в мастерской Жана-Батиста Мари Пьера, Первого живописца короля.
В дальнейшем Ле Барбье начал работать как самостоятельный художник, преимущественно акварелью. Первоначально его финансовые дела не всегда шли успешно, однако он сумел жениться на женщине, которая разделяла его интересы, а в 1767—68 годах, благодаря своей и её экономности, на деньги, вырученные от продажи своих картин, сумел даже предпринять путешествие в Рим. Вернувшись в Париж с репутацией хорошо подготовленного живописца (поездка в Рим рассматривалась в те годы как необходимое завершение художественного образования), Ле Барбье начал более активно и уверенно работать масляными красками, и это принесло ему заметно более значительный финансовый успех.
В 1776 году Ле Барбье получил правительственный заказ изобразить с натуры живописные виды и достопримечательности Швейцарии. Полностью на казённый счёт предприняв путешествие по 13 тогдашним швейцарским кантонам, он вернулся во Францию, привезя необходимые картины и обогатившись новыми впечатлениями. В Париже богатый аристократ и любитель искусств де Мерваль пригласил его на постоянную оплачиваемую должность хранителя своей живописной коллекции.
В 1778 году Ле Барбье был принят в Академию художеств (и утверждён как действительный член в 1780 году). Тем не менее только в 1785 году он представил академии необходимую «вступительную картину», изображавшую бога Зевса (Юпитера).
Как представитель Третьего сословия, Ле Барбье и после революции продолжил пользоваться благосклонностью власть имущих. По заказу Учредительного собрания, он запечатлел на холсте подвиг молодого офицера Дезиля во время беспорядков в Нанси в 1790 году. Карьера Ле Барбье с успехом продолжилась и в Наполеоновскую эпоху и даже позднее. Он был переназначен действительным членом Академии художеств после её реорганизации в 1816 году, состоял также членом Руанской академии.
В эти годы Барбье написал множество картин масляными красками, а также создал иллюстрации и виньетки для изданий Овидия, Расина, Жан-Жака Руссо, Делиля и других.
В браке у Ле Барбье родилось две дочери, которые также стали художницами: Элиза, в браке Брюйер (1776—1842), которая специализировалась на портретах и цветочных композициях, и Генриетта.
Его младший брат Жан-Луи Ле Барбье также стал художником.
Жан-Жак Ле Барбье скончался 7 мая 1826 года в глубокой старости и был похоронен на парижском кладбище Пер-Лашез (41-й дивизион).

## Галерея

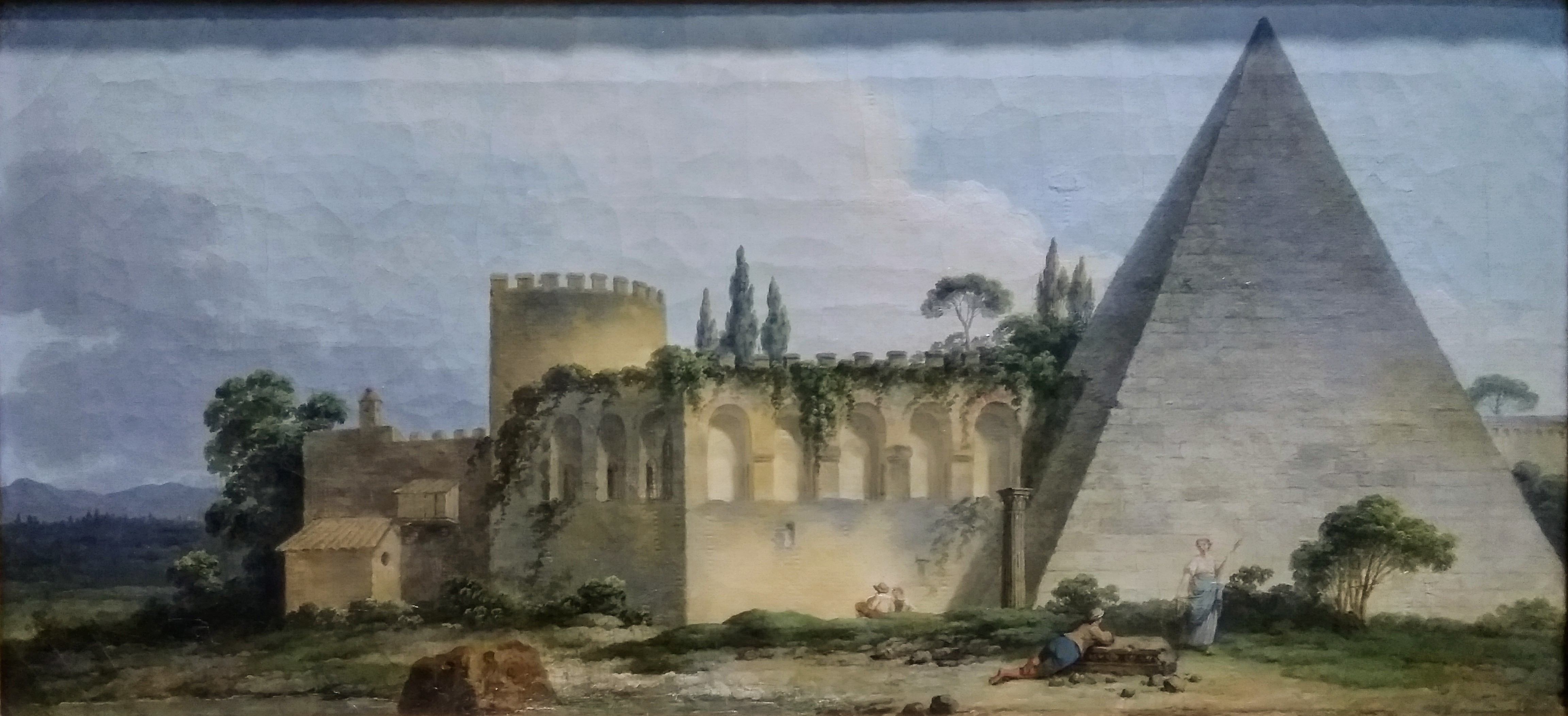
Рим. Пирамида Цестия и античные руины
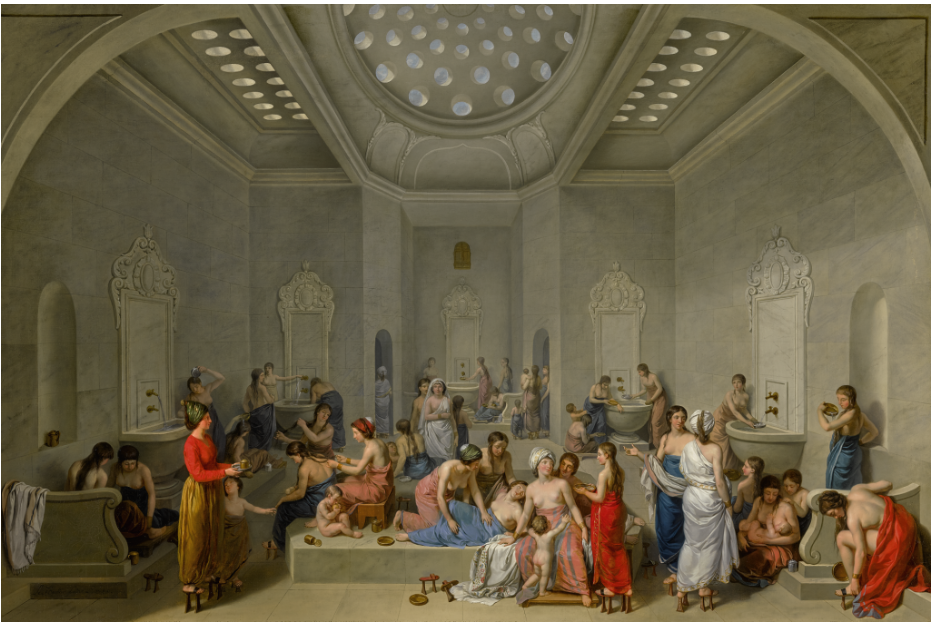
Турецкие бани в султанском гареме
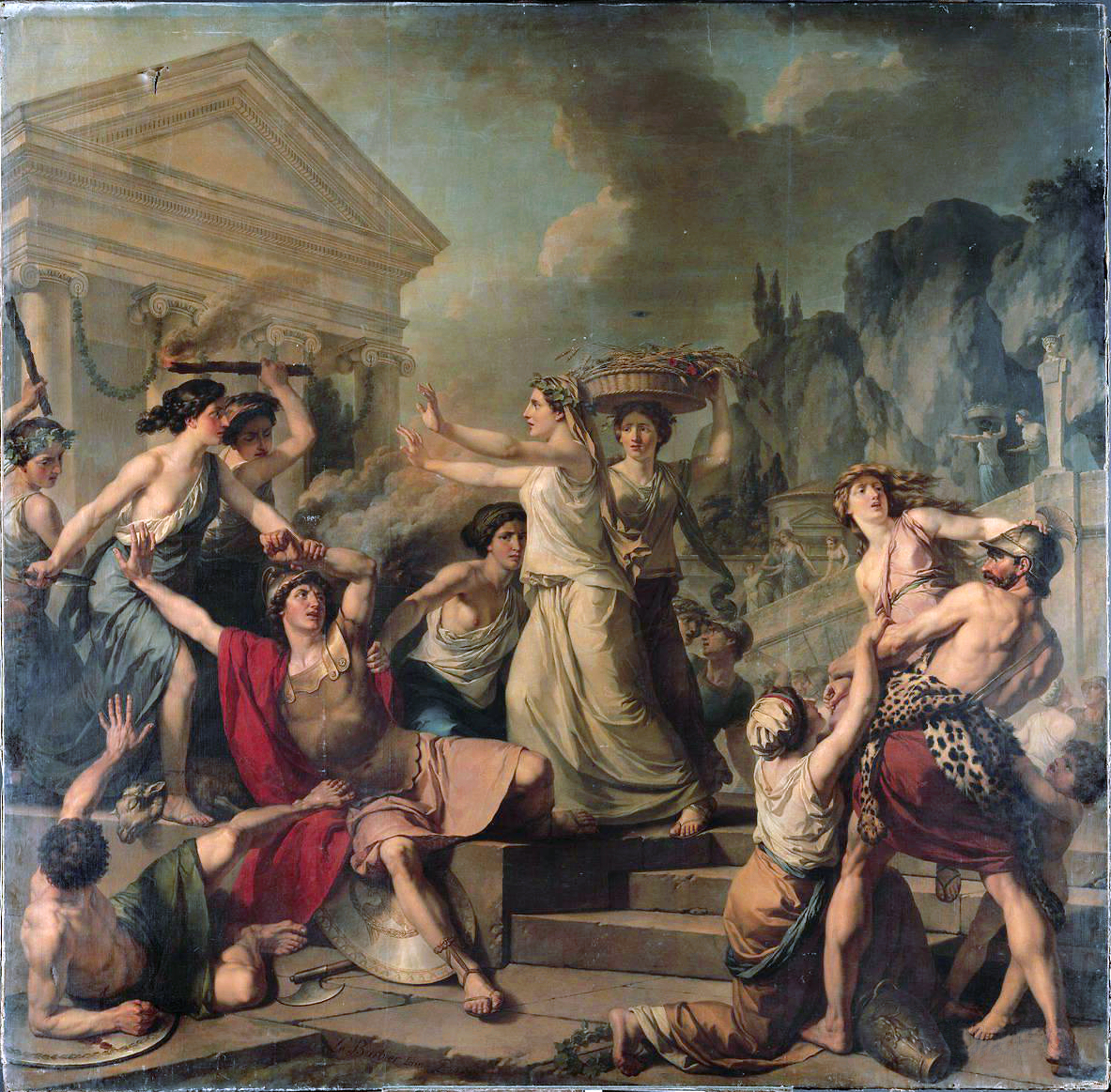
Мужество спартанских женщин
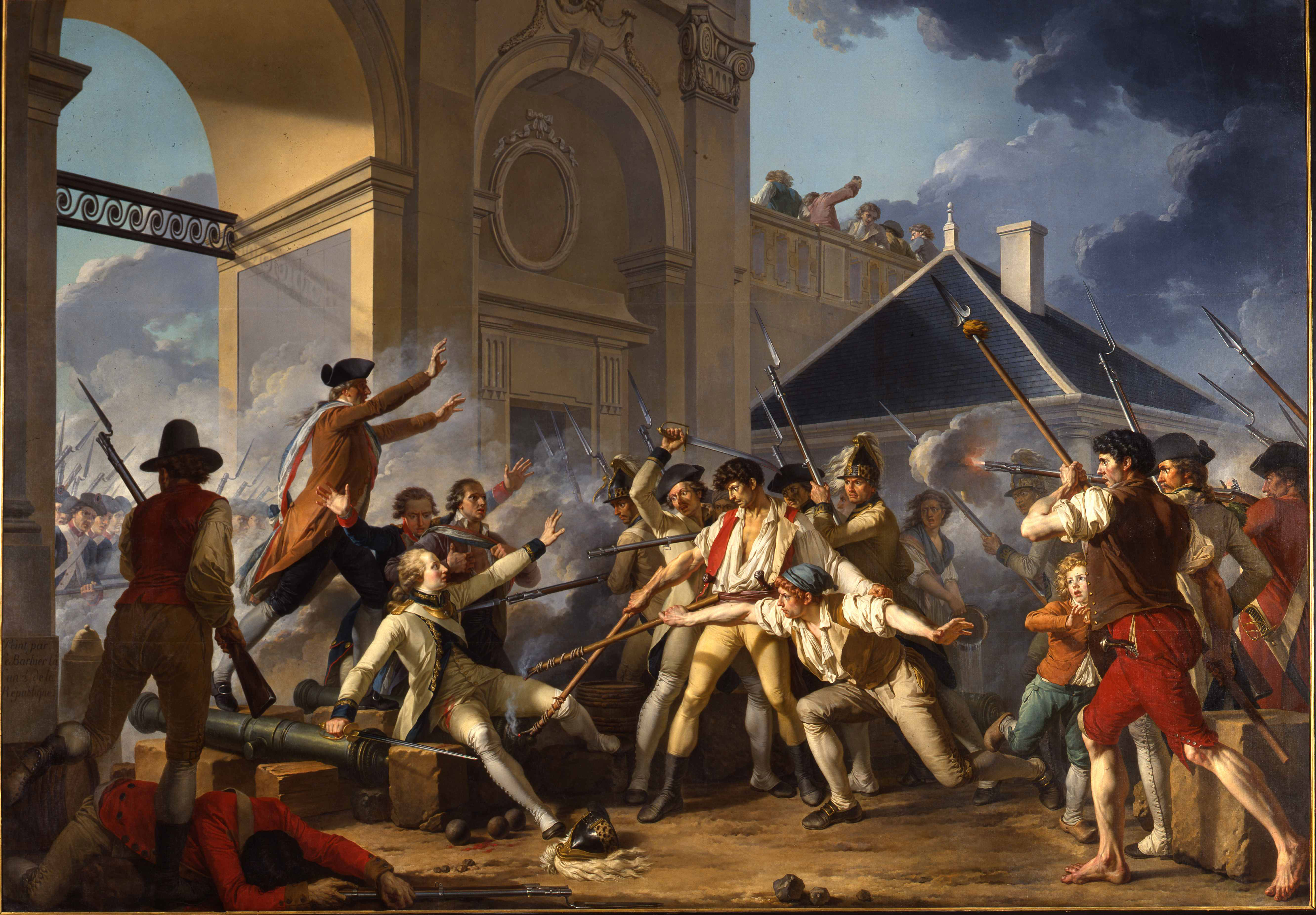
Подвиг молодого офицера Дезиля во время беспорядков в Нанси. Картина, исполненная по заказу Учредительного собрания
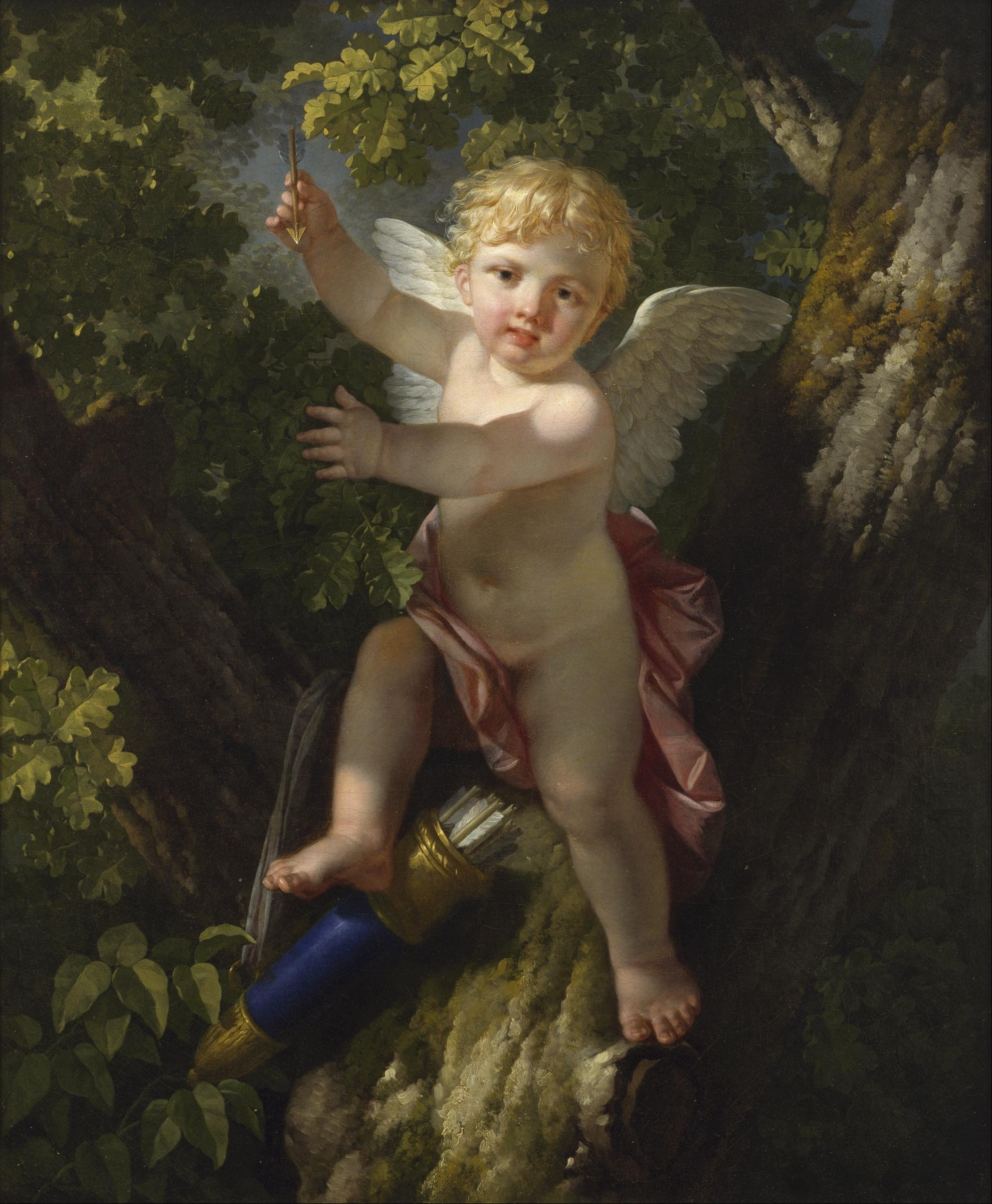
Купидон на дереве
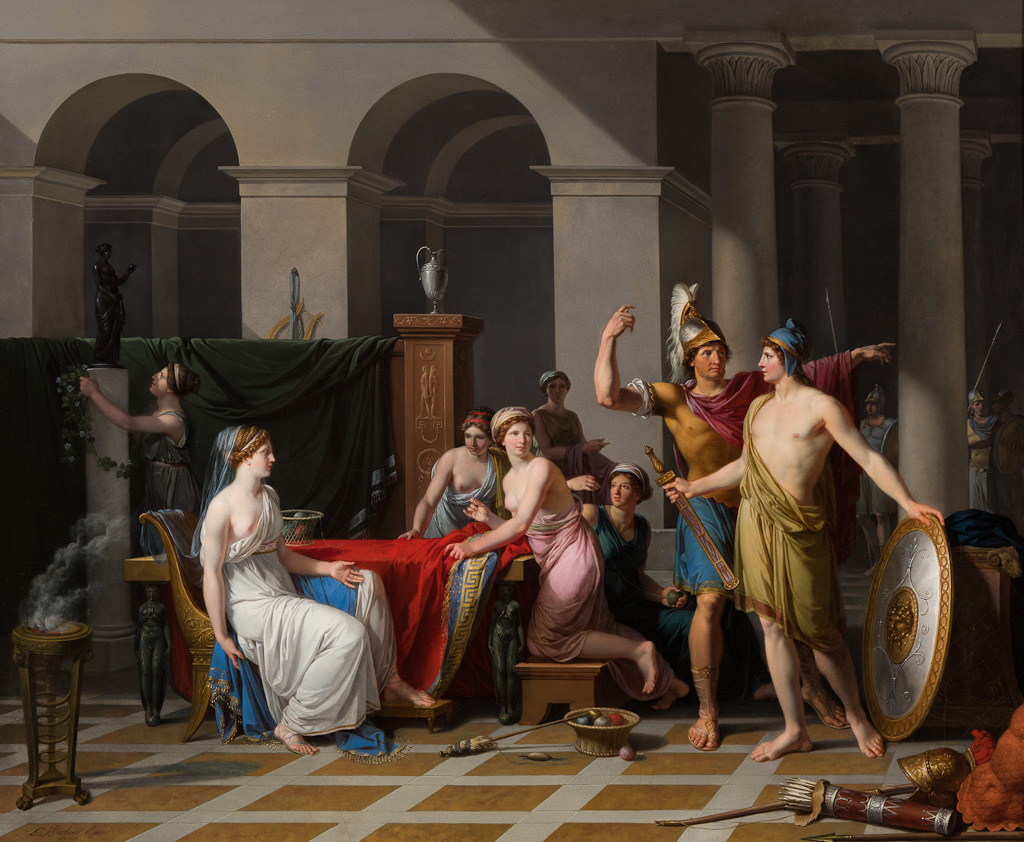
Парис и Елена Прекрасная
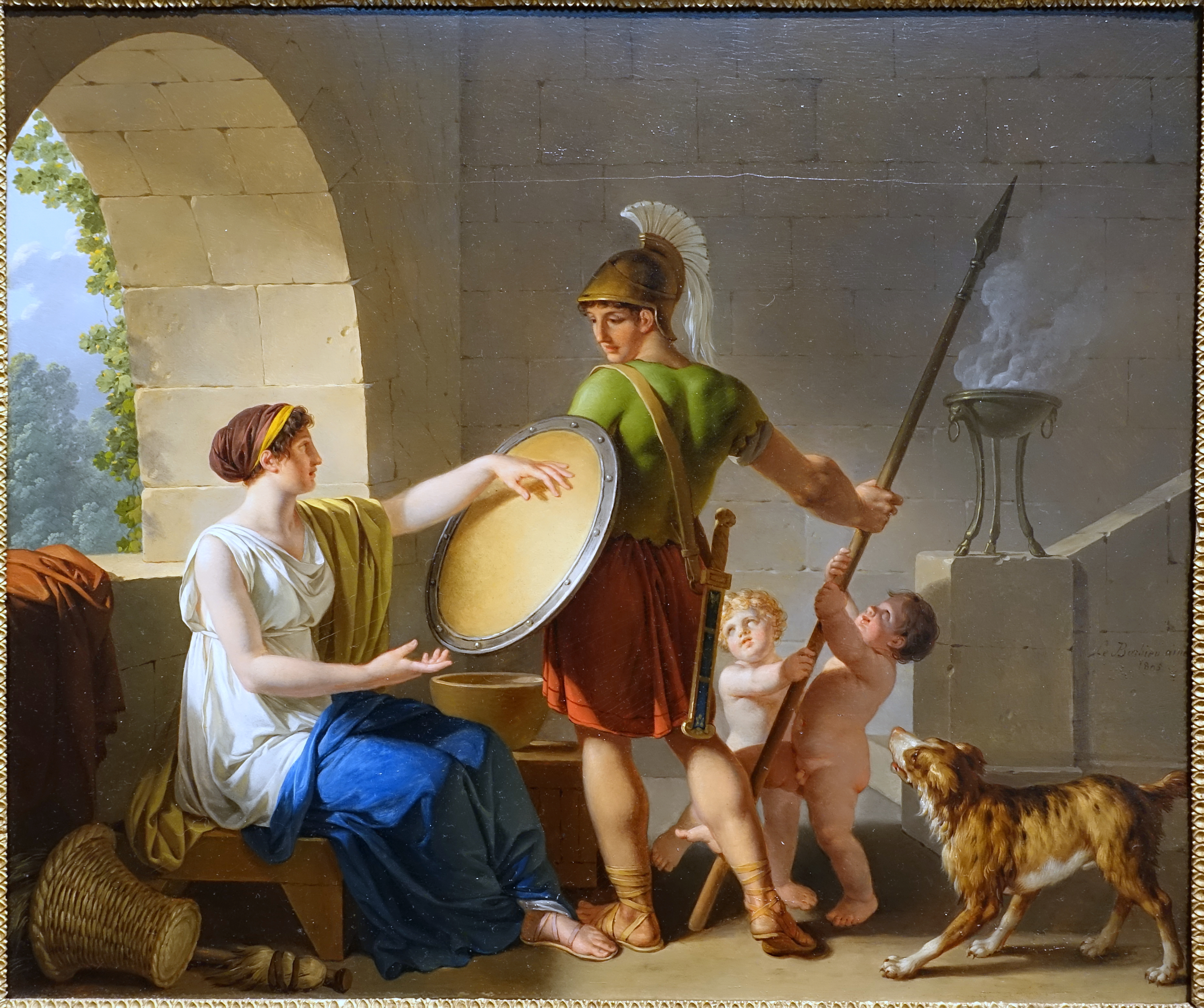
Спартанская женщина вручает щит своему сыну
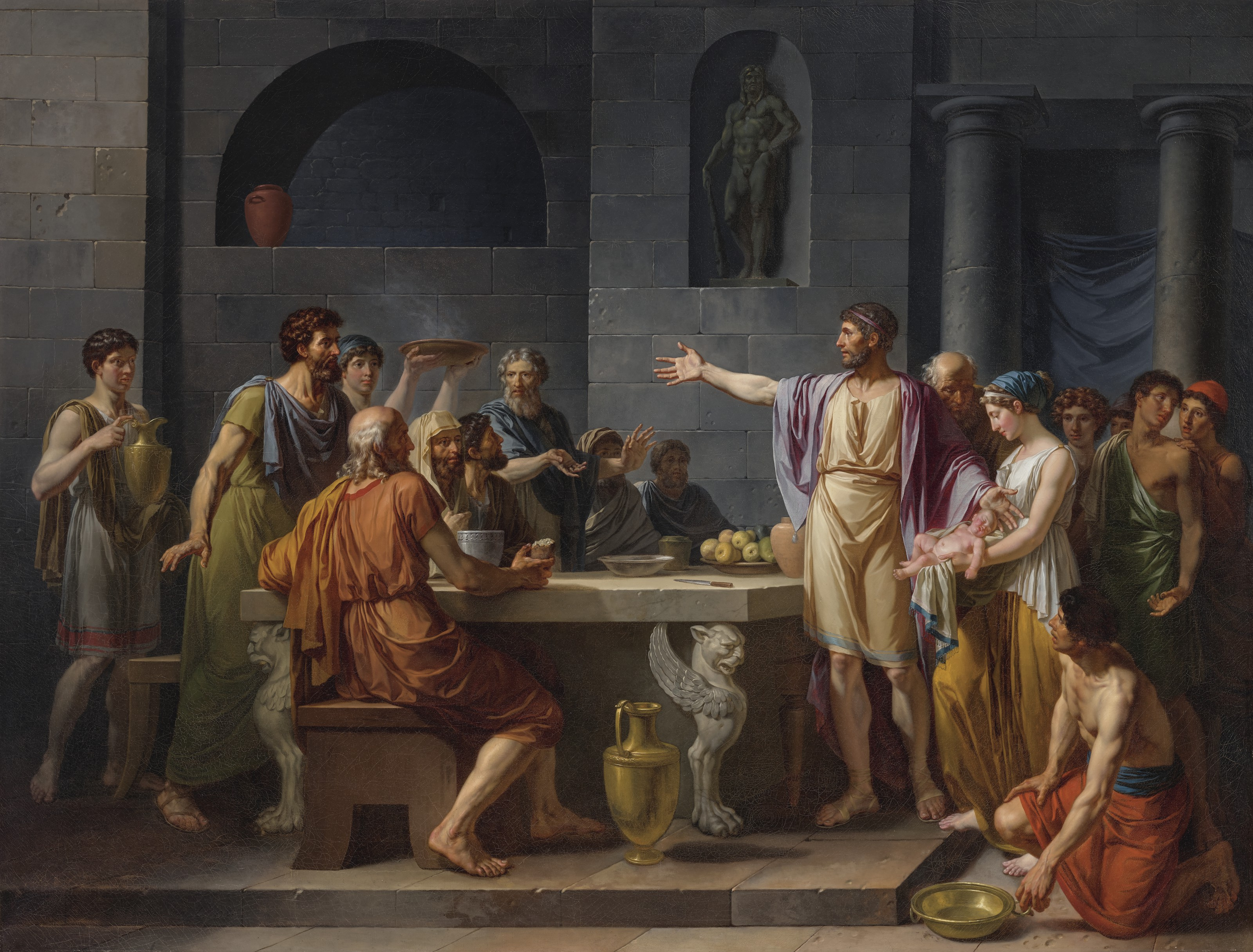
Великодушие Ликурга